# ATP German Open 1996
Il German Open 1996 è stato un torneo di tennis giocato sulla terra rossa. È stata la 90ª edizione del Torneo di Amburgo, che fa parte della categoria ATP Super 9 nell'ambito dell'ATP Tour 1996. Si è giocato al Rothenbaum Tennis Center di Amburgo in Germania, dal 6 al 13 maggio 1996.

## Campioni

### Singolare
Roberto Carretero ha battuto in finale  Àlex Corretja con il punteggio di 6–0, 6–4, 6–2.

### Doppio
Mark Knowles/ Daniel Nestor hanno battuto in finale  Guy Forget /  Jakob Hlasek con il punteggio di 6–2, 6–4.